# Scholtzia leptantha
Scholtzia leptantha är en myrtenväxtart som beskrevs av George Bentham. Scholtzia leptantha ingår i släktet Scholtzia och familjen myrtenväxter. Inga underarter finns listade i Catalogue of Life.